# Orasema smithi
Orasema smithi är en stekelart som beskrevs av Howard 1897. Orasema smithi ingår i släktet Orasema och familjen Eucharitidae.
Artens utbredningsområde är:
- Kuba.
- Puerto Rico.
- Grenada.

Inga underarter finns listade i Catalogue of Life.